# 埃什特雷拉圣殿
埃什特雷拉圣殿（葡萄牙語：Basílica da Estrela，意为星星圣殿）是一座罗马天主教宗座圣殿，位于葡萄牙里斯本埃什特雷拉广场（Praça da Estrela），由葡萄牙女王玛丽亚一世下令修建，她在生下第一个儿子巴西亲王若澤后，还愿修建此堂。圣殿在1779年开工建设，1790年完成，而若澤已经在1788年死于天花。

## 建筑
这座巨大的教堂有一个巨大的圆顶，坐落在当时里斯本西部的一个小山上，能够从很远处见到。其风格类似马夫拉宫，属于后期巴洛克和新古典主义风格。立面有两个钟楼，还有圣人和一些寓言人物的雕像。
地板和墙壁使用了大量的灰色，粉红色和黄色的大理石，组成复杂的几何图案，为欧洲最美丽的教堂之一。堂内还有意大利画家巴托尼的几幅画作。玛丽一世墓位于右侧耳堂。雕塑家若阿金·马查多·德·卡斯特罗创作的著名的耶稣诞生场景，有超过500个软木和陶俑人物，吸引了许多游客。
38°42′48″N 9°09′38″W / 38.71333°N 9.16056°W